# フルンティング
フルンティング（Hrunting）は、古代イングランドの叙事詩『ベーオウルフ』に登場する剣。
その名は古北欧語の 'Hrot' （「突き刺す」の意）に由来している。

## 概要

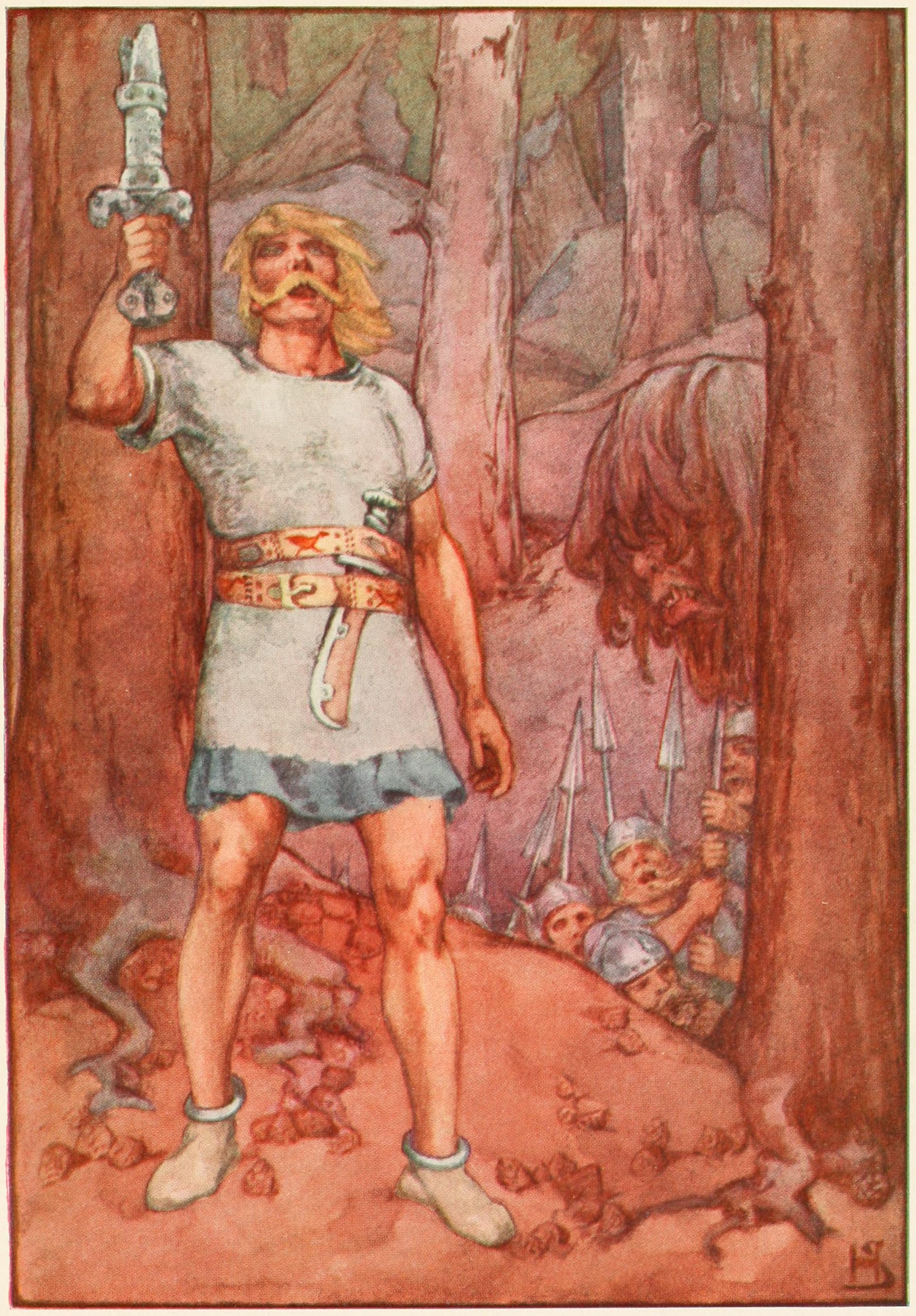
巨人の剣はグレンデルの母親を倒した後、グレンデルの死骸からその首を切り落とした際に刀身が溶け落ちてしまった

グレンデルの母親の討伐に際し、フロースガール王の家臣ウンフェルスによってベーオウルフに貸し与えられた「名剣」。『ベーオウルフ』の語り部は「時代のついた宝物の中の一品」「刃は鋼鉄　毒に浸して焼きなまし戦の血潮で鍛えた鋼鉄」「敵軍の戦線目指し危険に満ちた遠征に出で行く勇気ある人がこの剣手に向かうなら戦に負けることはない」「この剣勇武の舞を見せるのはこの度が始めにあらず」と誉めそやすのであるが、いざベーオウルフが女怪の住処へと乗り込み彼女と戦い始めるとまるで役に立たなかった事が語られる。ベーオウルフは止む無くフルンティングを投げ捨てる。
グレンデルの母親との取っ組み合いの最中にベーオウルフは巨人が拵えた剣を発見する。剣は余人では戦場に携行することさえ不可能な巨大さであったが、どうにかこの剣によってグレンデルの母親を退治することに成功する。
ベーオウルフはフルンティングを持ち帰り、謝辞と共にウンフェルスに返却した……とするレンの翻訳が有力視されているが、クレーバーやジョージ・ジャックはこの場面でウンフェルスがベーオウルフにフルンティングを与えたと翻訳している。

## ウンフェルスとフルンティング
この剣にまつわる描写にはいささか不可解な点がある。時間をフロースガル王を援助するためベーオウルフが彼の宮殿に馳せ参じた時点に巻き戻す。
宴の席でウンフェルスは酔いと嫉妬から、かつてベーオウルフがブロンディング族の領主ブルカと水泳で競った事を取り上げると、負けたのはベーオウルフの側であると彼を愚弄し、そのような人物にグレンデルの退治が可能なのかと大げさに訝しんで見せる。これに対しベーオウルフは勝ったのは自分の側であると主張し、ベーオウルフの武勲を疑問視するほどの尚武の気風をウンフェルスが備えているのであれば、グレンデルの暴威にフロースガル王が屈辱を味わうことはなかったはずだ(つまり、文句があるならお前がグレンデルを倒してこい)、と75行に及ぶ反論を行う。
この言い争いはひょっとすると、戦いの前に士気を鼓舞するための口合戦かもしれないし、あるいは当時の物語の中ではありふれた展開であり、特に深い意味はないのかもしれない。
しかし、ともかく単純に受け取るならウンフェルスとベーオウルフの関係は険悪な物であった。
ところがグレンデルの討伐の後、いざベーオウルフがグレンデルの母親との戦いに臨もうとすると、どういう訳かウンフェルスは彼にフルンティングを貸し出すのだ。
この「名剣」がグレンデルの母親に対し全く手傷を与えることはなかったのは先に触れたとおりである。
J.L. ロジェは、ウンフェルスはフルンティングが女怪に対し役に立たないことを知っていたのではないかとする。
フルンティングの貸与はベーオウルフに武勲を立てさせないための謀略であった可能性がある、という訳であり、ウンフェルスの不可解な行動を説明するという意味では少なくとも分かりやすくはある。
J.D.A オグルヴィはいくつかの根拠を挙げ、ロジェに反論する。
まず、フルンティングが本当に役に立たない剣であったのなら、叙事詩の語り部が言葉を尽くしてこの剣をたたえることはないはずである。
次にベーオウルフはフルンティングを投げ捨てた後に巨人の剣でグレンデルの母親を殺害しているが、
これはかの血族が人の手によって作られた武器では傷つけることができないという超自然的な防御能力を持つことを暗に意味している。
さらに、フルンティングが効果を発揮しなかった箇所では「この剣の栄光陰るは今が初めて」と説明されており、
ウンフェルスがこれを予想していたとは考えにくい。
多ヶ谷は、実はフルンティングはウンフェルスではなく、その主であるフロースガル王の剣であったのではないかという説を唱える。
もし仮にベーオウルフがフルンティングを用い、首尾よくグレンデルの母親を倒したのであれば、魔物退治の名剣を貸し出した栄誉は王に帰せられる。
しかし、実際にはフルンティングは役に立たなかった。これを王の責任とする訳にはいかない。
そこでこの役立たずの剣はフロースガル王の部下であるウンフェルスによって貸与されたものであるとの体を取った、という訳である。

## 役立たずのフルンティング
フルンティングが役に立たなかった理由について、ロジェはフルンティングは元々平凡な剣であったとし、
オグルヴィはフルンティングは確かに名剣であったが、グレンデルの血脈の超自然的な防御能力の故に効果を発揮しなかったとしている事は既に述べた。
ベーオウルフがフルンティングを用いてグレンデルの母親に斬りつけた事が問題であり、フルンティングの語源'Hrot'(突き刺す) が示す通り、突き刺していれば女怪を殺せたはずだ、とする学者もある。
『ベーオウルフ』の背景に流れるキリスト教的文脈からの説明も可能であろう。
まず、語り部である詩人もその聞き手も共にキリスト教徒である。
しかし、物語に登場する英雄たちは異教徒である。
キリスト教徒が異教徒の英雄を称揚しなければならないというジレンマのため、英雄たちが異教徒であることは格別強調しないという形で折り合いがつけられているが、若干彼らに対する批判的な記述が残されている。
ケント・グールドはこうした点から、フルンティングが役に立たなかったのは持ち主のウンフェルスが異教徒であったからではないかという説を述べている。
弟殺しのカインの子孫であるという聖書的な起源をもつグレンデルの一族に対し、これに打ち勝つ武器を与えることができるのはただ神のみであるという意図は
当時のキリスト教徒である聞き手にとっては分かり切った話であった、と言うのだった。